# Vukán György

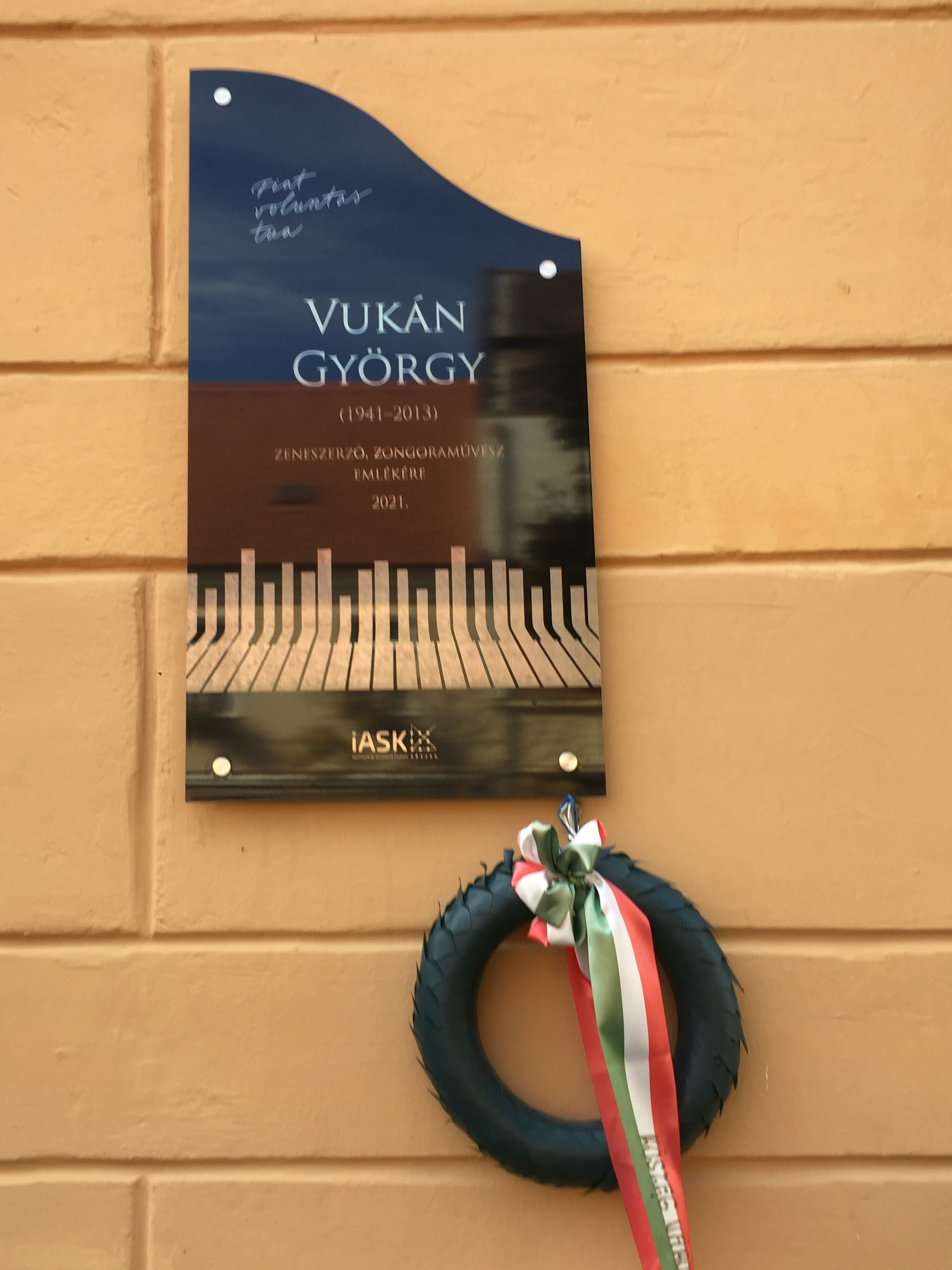
Emléktábla kőszegi lakóháza falán

Vukán György (Budapest, 1941. augusztus 21. – Agárd, 2013. augusztus 12.) Kossuth-, Erkel Ferenc- és Balázs Béla-díjas magyar zongoraművész, zeneszerző, fogorvos, feltaláló.

## Zenészi pályája
1941 és 1949 között Kőszegen élt családjával. Édesapja, Dr. Vukán Ferenc sebész főorvos a kőszegi kórház igazgatója volt 1934 és 1949 között.  
1959-ben érettségizett a szombathelyi Nagy Lajos Gimnáziumban, főiskolai tanulmányait a Liszt Ferenc Zeneművészeti Főiskolán végezte zongora szakon. Zenei téren jazz-, valamint zongoraművészként tűnt ki, együttesben és szólistaként is. Végigjárta Európát, két ízben egy-egy hónapos koncertútja volt az Egyesült Államokban (1983, 1993).
Pályafutása során olyan művészekkel játszott együtt, mint Philly Joe Jones, Clifford Jordan, Linda Hopkins, Anette Lowman, Frank Foster, Clarck Terry, Kenny Wheeler. 1991-ben a sevillai világkiállításon a Creative Art Jazz Trióval együtt lépett fel. Ugyancsak 1991-ben Japánban is fellépett. 1992-ben ő vezette és vezényelte a Európai Műsorsugárzók Uniója (European Broadcasting Union) Big Band Workshop-ját, melyben Európa tizenhét országának zenészei szerepeltek. A Workshop műsorán nagyrészt saját kompozíciói szerepeltek (Contrast, Swing, Blues).
A Creative Art Jazz Trióval és a Liszt Ferenc Kamarazenekarral 1996-ban játszott közös koncertjük az „Év Koncertje” lett Hollandiában (Chopin átiratok). 1999 óta a ClassJazz Band komponistája, zongoristája, 2000-ben megalapította a SEPTET formációt Balázs Elemérrel (dob), Egri Jánossal (bőgő), és a Budapest Saxophone Quartettel.

## Fogorvosként
1964-ben a Budapesti Orvostudományi Egyetem Fogorvosi Karán doktori címet szerzett. Zenei pályája mellett mindvégig fogorvosként is praktizált. Előbb Szombathelyen, majd a budapesti Honvéd Kórházban dolgozott. 1971-től a Központi Stomatológiai Intézet osztályvezető főorvosa volt.
Felfigyelt rá, hogy a szájüregbe ültetett vagy épített fémek és ötvözetek oldódhatnak a szájban vagy a test más részében, és így patologikusan viselkedhetnek, ártva a betegnek, amit sok fogorvos a beültetéskor nem ellenőriz. Ennek a problémának a kezelésre fejlesztette ki a DentMetAct (DMA) mérőműszert, amit szabadalmaztatott is. A műszert más orvosi területeken, például a bőrgyógyászatban is lehet használni. A műszer megmutatja, hogy az adott anyag annak a betegnek a szervezetében patologikus-e. Fontosnak tartotta, hogy ezt a mérést minden beültetés és beépítés előtt végezzék el az orvosok.

## Zenei díjai, elismerései
- 1957 – Helikon-díj
- 1962 – Chopin-díj (Lengyelország)
- 1968 – Sajtó-díj (Montreux)
- 1970 – Magyar Hanglemezgyártó Vállalat zeneszerzői díja
- 1978 – Balázs Béla-díj
- 1981 – Magyar Rádió előadói díja
- 1990 – Erkel Ferenc-díj
- 1993 – EMeRTon-díj – az év legjobb jazz-előadóművésze és zeneszerzője
- 1996 – Lyra-díj
- 1998 – A Magyar Köztársasági Érdemrend kiskeresztje
- 2002 – Artisjus-díj
- 2012 – Kossuth-díj
- Inter-Lyra-díj[4]

## Munkái
Számos énekléssel, zeneszerzéssel és hangszereléssel kapcsolatos tanulmányt írt.
- Derby – balett
- Missa Ad Dominum Jesus Christum – mise (1998)
- Atlanta, Georgina (Black Advent) – opera (1996)
- Jazz Sekt – balett (2001)

## Kötetei
- Vukán; szerk., interjú Szegedi-Szabó Béla; Timp, Bp., 2009
- A zene a Jóistennél van... Vukán Györggyel beszélget Juhász Előd; Kairosz, Bp., 2014 (Miért hiszek?)

## Lemezfelvételei

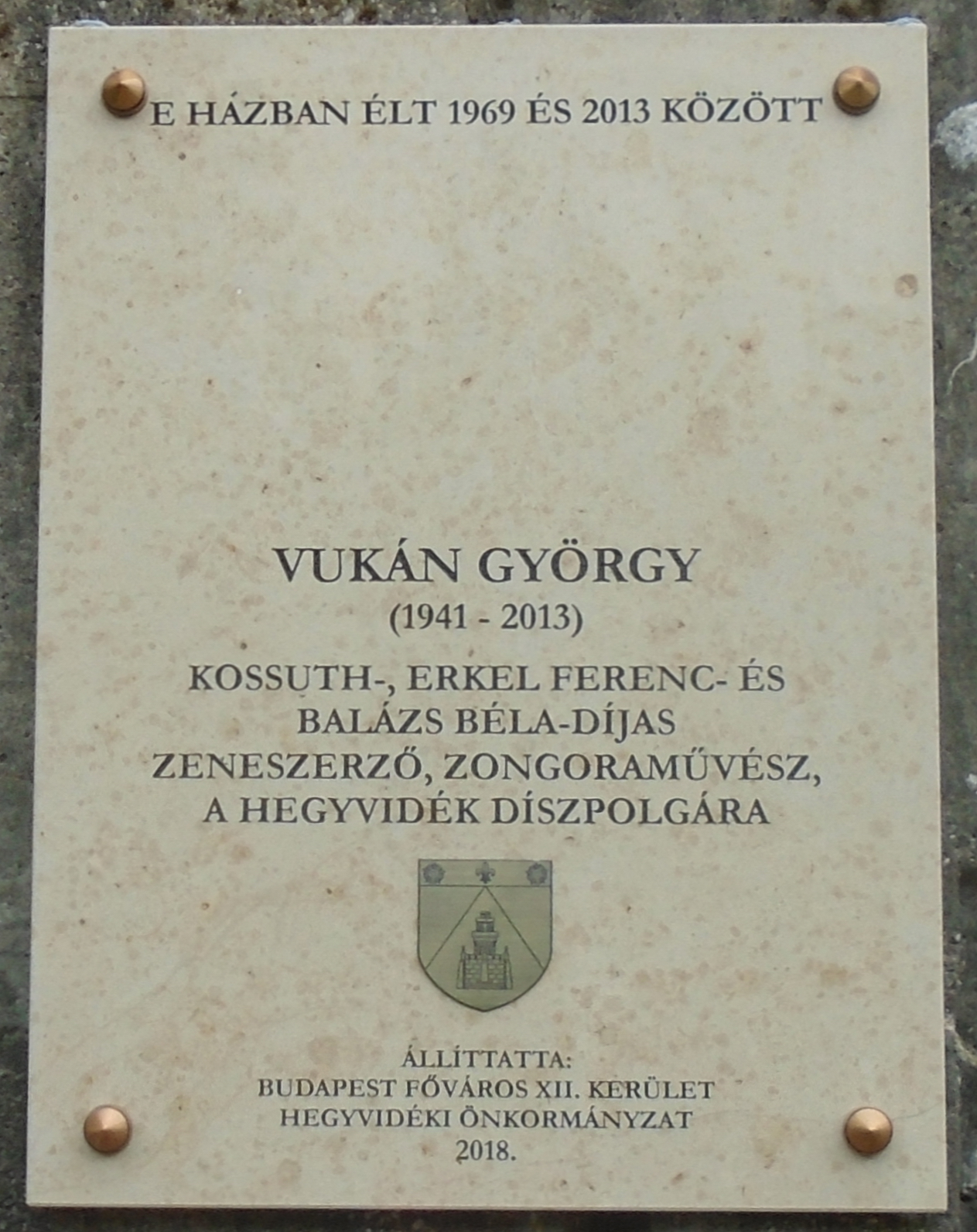
Emléktáblája Budapest XII. kerületében, Határőr út 19/b

- 1964 Modern jazz IV-V. – Anthology 64 – Hungaroton LPX 7279-80 (Közreműködő)
- 1968 Modern jazz VII. – Anthology 68 – Hungaroton LPX 17392 (Közreműködő)
- 1969 Modern jazz VIII. – Anthology 69 – Hungaroton LPX 17406 (Közreműködő)
- 1977 Ultraviola – Hungaroton SLPX 17504 (Közreműködő)
- 1981 George Vukan / Balazs Berkes / George Trantalidis: Clarification – EMI Greece
- 1982 The Super Trio – Together Alone LP (Krém SLPX 17691)
- 1987 The Super Trio Vukán Berkes Kőszegi – Birthday Party LP
- 1989 Vukám György: Derby
- 1991 Vukán György: Missa Ad Dominum Jesum Christum – CAE
- 1991 Spanish Rhapsody – Brass & Rhytm – CAE 002 – Kenny Wheeler (Kanada), Ablakos Lakatos Dezső (USA)
- 1992 Vukán György: Dunapalota Ragtime
- 1993 The Swinging Violin of Csaba Deseő – Jazzette BPCD 026 (Közreműködő)
- 1994 Vukán György: It was,What was,My life (1994) CAE – élő koncert 1992 szeptember 24-én Debreceni Jazz Fesztivál
- 1994 Vukán György: Chopin – 12 Prelude Op.28
- 1995 Pege Aladár: Hungarian Jazz Workshop No. 2 – Hungaroton HCD 37790 (Közreműködő)
- 1995 Vukán György és His Korg – Live in Tata
- 1995 George Vukán: ATLANTA, GEORGIA – An opera in two acts – Complete jazz version – Performed by CREATIVE ART JAZZ TRIO – CEA CD 0007 Two Disc
- 1996 Berkes Balázs featuring the Creative Art Jazz Trio: Forever – Pannon Jazz PJ 1016 (Közreműködő)
- 1997 Vukán Quartet: Love Poems – CAE
- 1998 Vukán – Szakcsi: Conversation – CAE CD 027
- 1998 Vukán György & Federico Garcia Lorca: Poems – CAE
- 1998 Vukán György: Iberia – CAE CD 026
- 1998 Vukán György: Plays Gershwin – Live! – George Gershwin 100 éves jubileumi koncert, 15, 10, 1998. Győr, zsinagóga
- 1998 Vukán György: Things of This World – CAE
- 1999 Attila Falvai & George Vukán: The Sound of the Violin – CAE (Közreműködő)
- 1999 Vukán / Szakcsi: Fourehand – Live! – CAE 031
- 1999 Mazura János / Vukán György / Creative Art Jazz Trio: I Let The Song... BGCD030
- 1999 Balázs/Szakcsi/Vukán: Conversation Plus – CAE (Közreműködő)
- 2000 Creative Art Trio and Stephane Belmondo: Endless Love – CAE (Közreműködő)
- 2000 Gitár-dob párbaj (Guitar-Drums Battle) – Hungaroton HCD 71010 (Közreműködő )
- 2000 Vukán györgy: Alone – CAE
- 2001 Horgas Eszter Arcai I. – Class Jazz Band: Crossover – Gramy Records GR-022 (Közreműködő)
- 2001 Vukán and the Brass: Stormy Weather – CAE
- 2001 Vukán György: Plays Chopin – CAE
- 2002 Class Jazz Band: Spanish Night Plus – CAE (Közreműködő)
- 2002 Horgas Eszter Arcai III. – Class Jazz Band: Spanish Night – Gramy Records GR-034 (Közreműködő)
- 2003 Class Jazz Band: Cross Over Plus – CAE (Közreműködő)
- 2003 Creative Art Group: Gentle Love – CAG – (Közreműködő)
- 2003 Creative Art Trio: Blue in Red – Live – CAE 040 (Közreműködő)
- 2005 Vukán György filmzenéje: Kis Romulus
- 2005 Vukán György – Szakcsi Lakatos Béla: "Eclipse" CD Singles HP0501
- 2007 Vukán György: A Tanú – Mozizene
- 2007 Mandarin hold – Darabok fúvósegyüttesre (Tangerine Moon – Music for Wind Ensemble) – Hungaroton HCD 32537
- 2009 George Vukan Concert: 60 Years On Stage – Live In Concert DVD
- 2013 Vukán Trió: A vihar – 2012. július 18-án a Gyulai Várszínház VIII. Shakespeare Fesztiválján William Shakespeare: A vihar színművére.
- 2016 Vukán György – Creativ Art Trio: Gershwin 100 (Berkes Balázs) CD

## Filmzenék
- A remény útjai (2006)
- De kik azok a Lumnitzer nővérek? (2005)
- Kiválasztás, avagy az érzékek láthatatlan birodalma (2003)
- Hamvadó cigarettavég (2001)
- Hello Doki (1996)
- Megint tanú (1994)
- Kis Romulusz (1994)
- Egy múzsa emlékei (1992)
- Live Show (1992)
- Holnapra a világ (1990)
- Jézus Krisztus horoszkópja (1989)
- Randevú Budapesten (1989)
- Almási, avagy a másik gyilkos (1989)
- Hanussen (1988)
- A másik ember (1988)
- Titánia, Titánia, avagy a dublőrök éjszakája (1987)
- A nap lovagja (1987)
- Banánhéjkeringő (1987)
- Zsarumeló (1987)
- Az aranyifjú (1986)
- Hány az óra, Vekker úr? (1984)
- A világ metrói (1984-1993)
- Villanyvonat (1984)
- Megbízható úriember (1984)
- Neumann János: John von Neumann (1984)
- Psalmus Humanus: Szent-Györgyi Albert (1984)
- Te rongyos élet (1983)
- Gyertek el a névnapomra (1983)
- Linda (1982-1989)
- Tegnapelőtt (1982)
- Requiem (1982)
- Ideiglenes paradicsom (1981)
- Haladék (1980)
- Ki beszél itt szerelemről? (1980)
- Fábián Bálint találkozása Istennel (1979)
- Csillag a máglyán (1979)
- Áramütés (1979)
- Tiszteletem, főorvos úr (1979)
- A közös bűn (1978)
- Magyarok (1977)
- Defekt (1977)
- Riasztólövés (1977)
- Fedőneve: Lukács (1977)
- Földünk és vidéke (1977)
- Az ötödik pecsét (1976)
- Szépek és bolondok (1976)
- Zongora a levegőben (1976)
- Ereszd el a szakállamat! (1975)
- Tüzikovácsok (1975)
- 141 perc a befejezetlen mondatból (1975)
- Ámokfutás (1974)
- Szikrázó lányok (1974)
- Ártatlan gyilkosok (1973)
- Harmadik nekifutás (1973)
- Kakuk Marci (1973)
- Nápolyt látni és… (1972)
- Forró vizet a kopaszra! (1972)
- Nyulak a ruhatárban (1972)
- Jelenidő (1972)
- Kitörés (1971)
- Nászutak (1970)
- Gyula vitéz télen-nyáron (1970)
- N.N., a halál angyala (1970)
- A tanú (1969)

### Zenei pályájához
- A hét portréja: Vukán György – fidelio.hu
- Elhunyt Vukán György – fidelio.hu
- Vukán György az Internet Movie Database oldalon (angolul)

### Fogorvosi pályájához
- Interjú Vukán György zongoravirtuóz fogorvossal (HVG)